# Ozymandias (personaje)
Ozymandias (nombre real Adrian Alexander Veidt) es un personaje ficticio de la aclamada miniserie de novela gráfica Watchmen, creada por Alan Moore y Dave Gibbons, publicada por DC Comics. Él sirve como protagonista y antagonista de la serie. Nombrado Ozymandias en la forma de Ramsés II, es una versión modificada del personaje de cómic Peter Cannon, de Charlton Comics. Su nombre recuerda el famoso poema de Percy Bysshe Shelley, que tiene como tema la naturaleza efímera del imperio y es extraído como epígrafe de uno de los capítulos de Watchmen. Ozymandias está en el puesto número 25 en lista de los mejores 200 personajes de cómic de Wizard y número 21 en la lista los mejores 100 villanos de IGN.

## Biografía del personaje ficticio

### Primeros años
Adrian Alexander Veidt nació en 1939, y es hijo de padres inmigrantes alemanes ricos. De niño, recibió altas calificaciones en la escuela, y se observó que era muy inteligente. Luego escondió esta información de sus mayores y compañeros al lograr deliberadamente notas promedio. Después de la muerte de sus padres, heredó su considerable fortuna a la temprana edad de diecisiete años, pero decidió dejarlo todo a la caridad y embarcarse en una búsqueda de la visión, siguiendo la ruta de su ídolo de la infancia Alejandro Magno. Su razonamiento era que él quería ser libre del dinero y hacer algo de sí mismo por su cuenta, de la nada. Durante una excursión en el Oriente Medio, Veidt consumió una bola de hachís y desarrolló visiones del pasado. Al término de sus viajes, en Egipto, se dio cuenta de que Alejandro Magno era una pálida imitación de Ramsés II, que se convirtió en el nuevo héroe de Veidt.

### Como un superhéroe
Volviendo a Estados Unidos después de un año de viajar, Veidt se nombró Ozymandias y se convirtió en un vigilante disfrazado, ganando una reputación como «el hombre más inteligente del planeta». Debutó a principios de 1958 al exponer una red de narcotráfico en Nueva York. Durante la década de los 60, fue miembro de los Crimebusters, organizado por el ex-Minuteman y aventurero Capitán Metrópolis, que trató de volver a formar una nueva versión de su antiguo equipo.

### Después de ser un superhéroe

Firma de Adrian Veidt

Debido a las percepciones cada vez más negativas de los vigilantes por los medios, Veidt predijo que el público se alejaría de ellos. Dos años antes de que los justicieros vigilantes fueran prohibidos por la Ley Keene, Veidt reveló su identidad secreta, se retiró del superheroísmo y comercializó su imagen, al tiempo que mantenía una racha de ética: nunca comercializó las imágenes de sus aliados o enemigos, a pesar de tener un vacío legal para hacerlo. Se hizo muy rico y era conocido como un gran humanista, y él lo utilizó para financiar su plan secreto para crear un evento catastrófico para engañar al mundo y que se uniese contra un enemigo común y, por lo tanto, evitar la guerra nuclear. Al terminar su proyecto, Veidt planeaba asesinar a todos sus cómplices (involuntarios) y arreglar el deterioro psicológico y autoexilio del supuestamente invencible Doctor Manhattan.
Su compañero, el vigilante enmascarado El Comediante (Edward Blake), tropezó con los planes de Veidt, llevando a Veidt a asesinar personalmente al Comediante, soltando la cadena de eventos relatados en la historia de Watchmen, que comienza varias horas después del asesinato del Comediante.
Como parte de su experimentación genética, creó un felino genéticamente modificado, al que llamó Bubastis (el nombre griego de una antigua ciudad egipcia que honra a la diosa Bast), como su mascota y protector.

### Eventos deWatchmen
Watchmen comienza poco después de la muerte de Blake; Veidt es visto por primera vez cuando Rorschach lo visita para obtener su opinión sobre el asesinato de Blake y advertirle a Veidt sobre un posible asesino en serie persiguiendo superhéroes («el asesino de la máscara»). Rorschach no está convencido de la teoría de Veidt de que Blake fuera asesinado por un archirrival amargado. Veidt es una de las pocas personas que asisten al funeral de Blake, en la que recuerda el pasado sobre la reunión de Crimebusters fallida. A mitad de la historia de Watchmen, Veidt escapa por poco de un intento de asesinato que deja a su ayudante muerto. El supuesto asesino muere por una cápsula de cianuro no vista antes de que Veidt le pueda interrogar.
En el clímax de Watchmen, Rorschach y Búho Nocturno (Dan Dreiberg) deducen que Veidt está detrás de todo el plan después de que descubren que una empresa fantasma de la corporación de Veidt empleó a todas las personas cuyo cáncer fue presuntamente causado por el contacto con el Doctor Manhattan. Rorschach y Búho Nocturno se dan cuenta de que Veidt expuso a la examante de Manhattan, sus colegas y un enemigo a la radiación y deliberadamente los monitoreó para darles cáncer, para que Manhattan huya de la Tierra por culpa o la enemistad del público. Cuando Rorschach y Búho Nocturno llegan a Karnak, el retiro de Veidt en la Antártida, Veidt los vence a los dos fácilmente. Él explica su plan para salvar a la humanidad de sí misma: inspirado por la plegaria del Capitán Metrópolis de que alguien necesitaba salvar al mundo, él ideó un plan para teletransportar una criatura telepática biológicamente diseñada hacia Nueva York, que explotaría inmediatamente en una onda de choque psíquica, matando a millones y convenciendo al mundo de que estaban bajo ataque extraterrestre. Los Estados Unidos y la Unión Soviética, al borde de la confrontación nuclear, pondrían fin a su disputa y unirían fuerzas contra los supuestos invasores alienígenas. También admite inculpar a Manhattan; matar al Comediante, que había descubierto el plan; culpar a Rorschach por el asesinato de Moloch; y arreglar el atentado contra su propia vida, forzando a su atacante a tragar una pastilla de cianuro. Cuando Rorschach y Búho Nocturno le preguntan cuando planeaba ejecutar su plan, Veidt revela que se completó antes de que llegaran, diciendo: «Lo hice hace treinta y cinco minutos», lo cual es confirmado luego por las emisiones de noticias.
El Doctor Manhattan regresa de su exilio autoimpuesto con Espectro de Seda. El siempre preparado Veidt los ataca, pero su método previsto de derrotar al Doctor Manhattan falla. Él desintegra a Manhattan, que pronto se reforma a sí mismo. Manhattan y Espectro de Seda descubren el papel de Veidt en la destrucción de Nueva York, pero, al darse cuenta de que exponer el plan de Veidt deshará la incipiente paz en el mundo, los héroes acceden a permanecer en silencio en el plan, a excepción del absolutista moral Rorschach. Como Rorschach se prepara para regresar a los Estados Unidos y revelar el plan de Veidt al mundo, en última instancia deja que Manhattan lo mate. Antes de que Manhattan se vaya para crear vida en otra galaxia, Veidt le pregunta si «hizo lo correcto al final». Manhattan responde que «¿Al final? Nada termina, Adrian. Nada termina jamás», dejando a Veidt en la duda sobre cuánto tiempo va a durar la paz, y si Blake tenía razón sobre la humanidad después de todo.
Como termina la historia, Veidt (y todos los demás) es ajeno al hecho de que antes de la confrontación final, Rorschach envió un diario de sus hallazgos a un periódico local. El diario de Rorschach detalla toda su investigación y sus conclusiones sobre el plan de Veidt. En la última página, el editor deja a su asistente a cargo de elegir el material de «relleno» de una pila de mensajes enviados por los lectores. El diario de Rorschach está en la pila, pero si el asistente decide imprimirlo no se revela.

### Antes de Watchmen
Una serie de seis partes sobre Ozymandias titulada Before Watchmen: Ozymandias tuvo su primer número publicado en julio de 2012. Está escrito por Len Wein, con el arte de Jae Lee. Esto es parte de una serie de 35 números previstos Before Watchmen.

## Poderes y habilidades
Adrian Veidt ha sido considerado el hombre más inteligente del mundo por muchos, sobre todo los medios, aunque este título es considerado como merecido. Veidt construyó hábilmente tanto un imperio legítimo como criminal lo suficientemente grande como para convertirse en una amenaza global a través de su explotación de la tecnología avanzada y la genética.
Él tiene ambición que rivaliza con su inteligencia, evidenciado por su exitosa ejecución de un plan para ayudar a la Tierra hacia la utopía, poniendo fin a las hostilidades internacionales. Él demuestra que es un estratega despiadado y maestro, eliminando rápidamente a quien se atreva a ponerse en el camino de sus planes, mientras mantiene el secreto total. Veidt también posee una memoria fotográfica. Además, Veidt es visto en el pináculo de la capacidad física humana, hasta el punto de ser capaz de reflexivamente atrapar una bala. Él es un excelente luchador y artista marcial, y un combatiente desarmado casi sobrehumano que derrota fácilmente a Rorschach y Búho Nocturno. Su única derrota se produjo a principios de su carrera en manos del Comediante, al que más tarde venció y mató.[cita requerida]
Un atleta de clase mundial, está en muy buena forma física y realiza acrobacias para ayudar a eventos de caridad. Él es excepcionalmente activo a pesar de su edad (cuarenta y tantos años). Incluido como una característica de reserva a la edición número 11, una entrevista de Veidt realizada por Doug Roth señala a Veidt como parecido a un hombre de treinta en vez de uno de mediana edad [cita requerida]

## Personalidad
Veidt cree que su vasta inteligencia le obliga a unir al mundo moderno belicoso como hizo Alejandro Magno en su momento. Cuando viene a dudar del valor de enfrentar a criminales callejeros en la cara de los mayores crímenes de los poderosos y los gobiernos que salen impunes, se esfuerza por estudiar la política mundial, y concluye que la guerra nuclear traerá el mundo a su fin en tan solo unos pocos años, y planea usar una catástrofe para salvar al mundo. [cita requerida]
Ozymandias es políticamente liberal, apoyando a causas sociales y realizando un beneficio para India, que ha sufrido la hambruna. Él cree que todo el mundo es capaz de la grandeza personal, si se esfuerzan lo suficiente, y que cualquier problema puede ser resuelto con la correcta aplicación de inteligencia humana. [cita requerida]
Ozymandias se muestra como muy genial como lo señaló Hollis Mason. Él demuestra su sentido del humor, bromeando muchas veces durante su entrevista con Nova Express y su batalla contra Rorschach, Búho Nocturno y Espectro de Seda. Ozymandias es también un vegetariano. Su compañero favorito es su lince mascota modificado genéticamente, Bubastis.

## Versiones del largometraje y del guion
En el proyecto de película de Sam Hamm de 1989, el objetivo de Veidt es ir atrás en el tiempo para matar a Jonathan Osterman antes de que se convierta en el Dr. Manhattan, porque razona que la existencia de Manhattan ha llevado a Estados Unidos a la guerra nuclear con los rusos. Veidt es incapaz de matar a Osterman en el pasado, pero Osterman decide alterar el pasado de manera que el Dr. Manhattan nunca "nazca". Al sacrificar su yo actual, el Dr. Manhattan le permite al Osterman humano a tener una vida normal, pero mata a Veidt antes de que él pueda matarlo en el pasado. En el proyecto de película de David Hayter de 2003, Veidt planea disparar un haz de radiación solar en Nueva York; El plan de Veidt tiene éxito, pero Veidt también tiene la intención de matar a Dreiberg y Laurie después. Dreiberg mata a Veidt en defensa propia.
En la película de 2009 Watchmen dirigida por Zack Snyder, Veidt sigue el mismo curso que en la novela gráfica, con una excepción: en lugar de una "fuerza alienígena", Adrian pone su plan en marcha para que el Dr. Manhattan quede como el culpable.
Matthew Goode interpreta a Veidt en la película de 2009. Durante principios de preproducción y los intentos de hacer la película en 2004, Tom Cruise y Jude Law (que es un fan del cómic) expresaron su interés en el papel, pero dejaron el proyecto después varios retrasos y problemas de presupuesto. Sin embargo, la semejanza de Law es claramente evidente en el diseño de vestuario para el traje de Ozymandias de Veidt en Watchmen: The Art of the Film, lo que indica una participación posiblemente más concreta antes de abandonar el proyecto. Como Búho Nocturno, el traje de Ozymandias fue cambiado extensivamente del púrpura y dorado de la novela gráfica, con el fin de enfatizar aún más su fascinación con la realeza egipcia y hacer referencia y parodiar las películas de superhéroes como Batman & Robin. Gibbons señaló que, por ejemplo, "Ozymandias tiene pezones en su traje. Bueno, ya sabes, piensa en ello un poco. Esa es una referencia obvia a la última película de Batman con George Clooney con un Battraje con pezones."
En su interpretación del personaje, Goode interpretó a Veidt con un poco de acento alemán en privado y un acento americano a los medios. Animado por Snyder para interpretar aún más su papel, Goode se acercó con su propia historia de fondo para las verdaderas motivaciones de Veidt para regalar su riqueza heredada—su vergüenza por sus padres siendo simpatizantes nazis. El libro oficial de la película incluye una línea de tiempo que pone su fecha de nacimiento en 1950 en lugar de 1939 (haciéndole de 35 años en el momento de los eventos de la historia en lugar de 46).